# Ignacy Franciszek Oziembłowski
Ignacy Franciszek Oziembłowski herbu Radwan – sędzia ziemski brzeskolitewski w latach 1769-1772, skarbnik brzeskolitewski w latach 1740-1769.
Poseł na sejm 1758 roku z powiatu brzeskolitewskiego.